# Dinópolis
 (avril 2019).
Si vous disposez d'ouvrages ou d'articles de référence ou si vous connaissez des sites web de qualité traitant du thème abordé ici, merci de compléter l'article en donnant les références utiles à sa vérifiabilité et en les liant à la section « Notes et références ».
Dinópolis est un parc à thème, culturel, scientifique et de loisirs, consacré à la paléontologie et au monde des dinosaures. Il est situé à Teruel, dans le sud de l'Aragon, en Espagne. 
Il se compose d'un parc principal, Dinópolis, situé dans la capitale provinciale, et de sept autres centres d'interprétation répartis dans différentes localités, dans lesquelles des découvertes paléontologiques ont été faites. 
Depuis l'ouverture de son siège principal, entre le 1er juin 2001 et 2011, plus de 1 750 000 personnes l'ont visité d'après le rapport de la Fundación de Economía Aragonesa.

## Histoire
En 1998, le gouvernement provincial d'Aragon par l'intermédiaire de l'Institut Aragonaise de Développement a créé une fondation dans le but de mettre en valeur le patrimoine paléontologique découverts dans la région afin de développer le tourisme et l'économie locale. Jusqu'à présent, les investissements dans ce nouveau concept de parc culturel, scientifique et de loisirs ont dépassé 38 millions d'euros.

## Le parc à thème Dinópolis
Lieu de découverte et de loisir, Dinópolis propose de nombreuses attractions :
- Un musée paléontologique, composé de 4 salles consacrées à l'histoire de la vie et principalement aux dinosaures.
- Des animations telles que Le voyage dans le temps ou La dernière minute.
- Un cinéma 3D et Terra Colossus, simulateur virtuel 4D.
- Un site Paleosenda qui simule une excavation et un camp paléontologique.
- Une aire de jeux pour enfants.
- Tierra Magna, un parc extérieur comportant de nombreuses reconstitutions de dinosaures découverts en Aragon.
- Des spectacles vivants destinés aux petits et aux grands : Le club des paléontologues, Le spectacle T-rex, Face à face, Un monde rêvé et Turol Jones et la machine à voyager dans le temps.

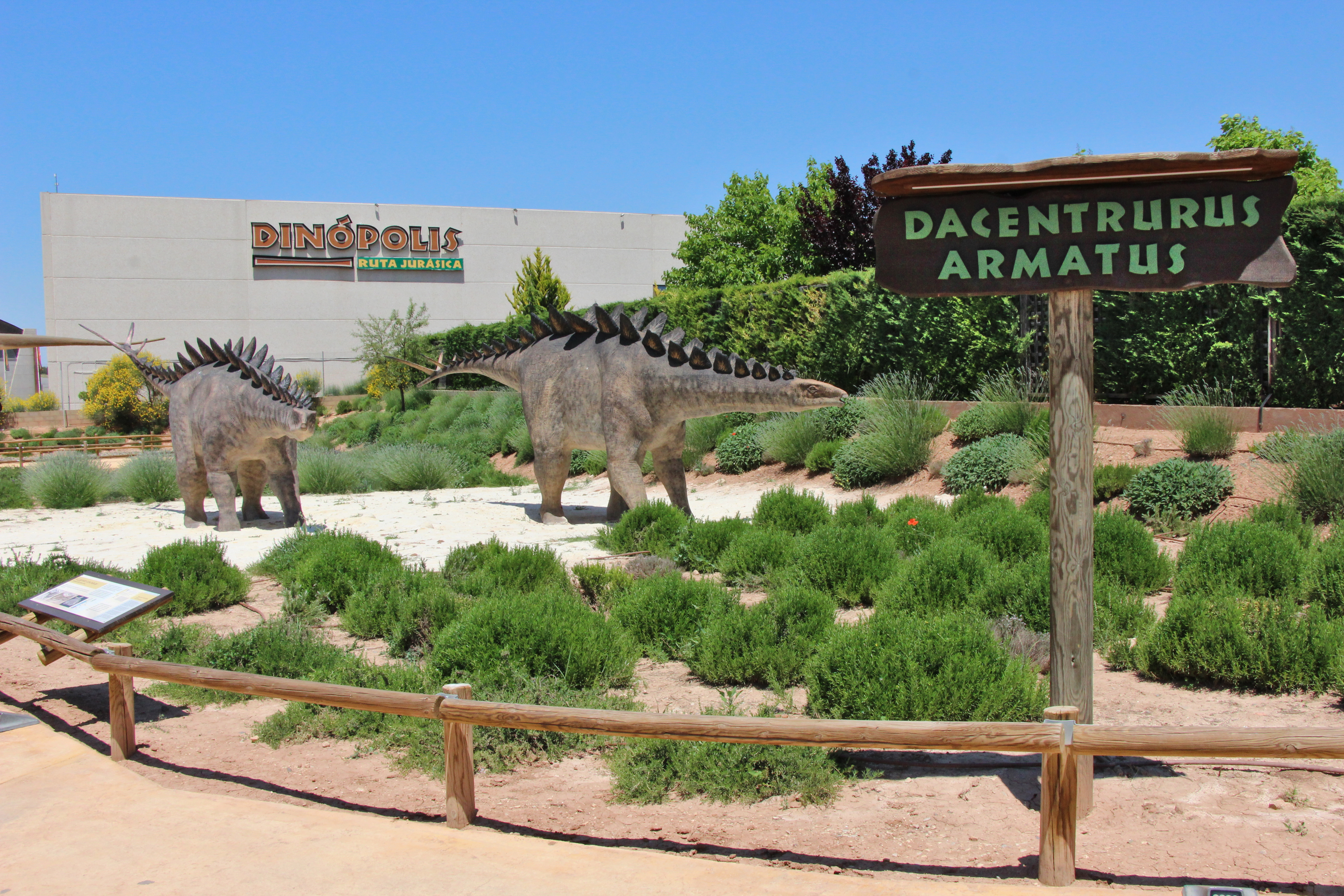
Tierra Magna
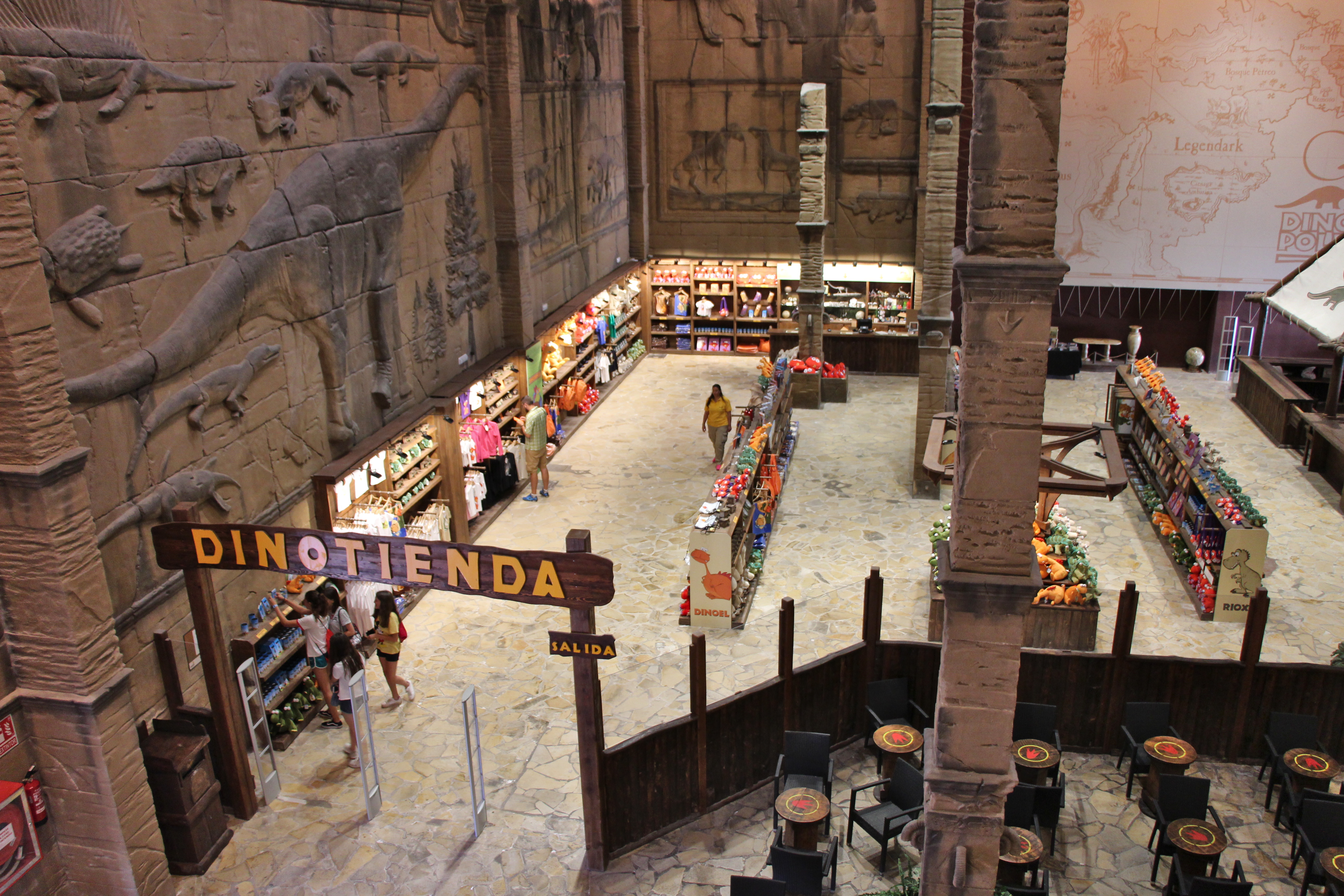
Dinotienda
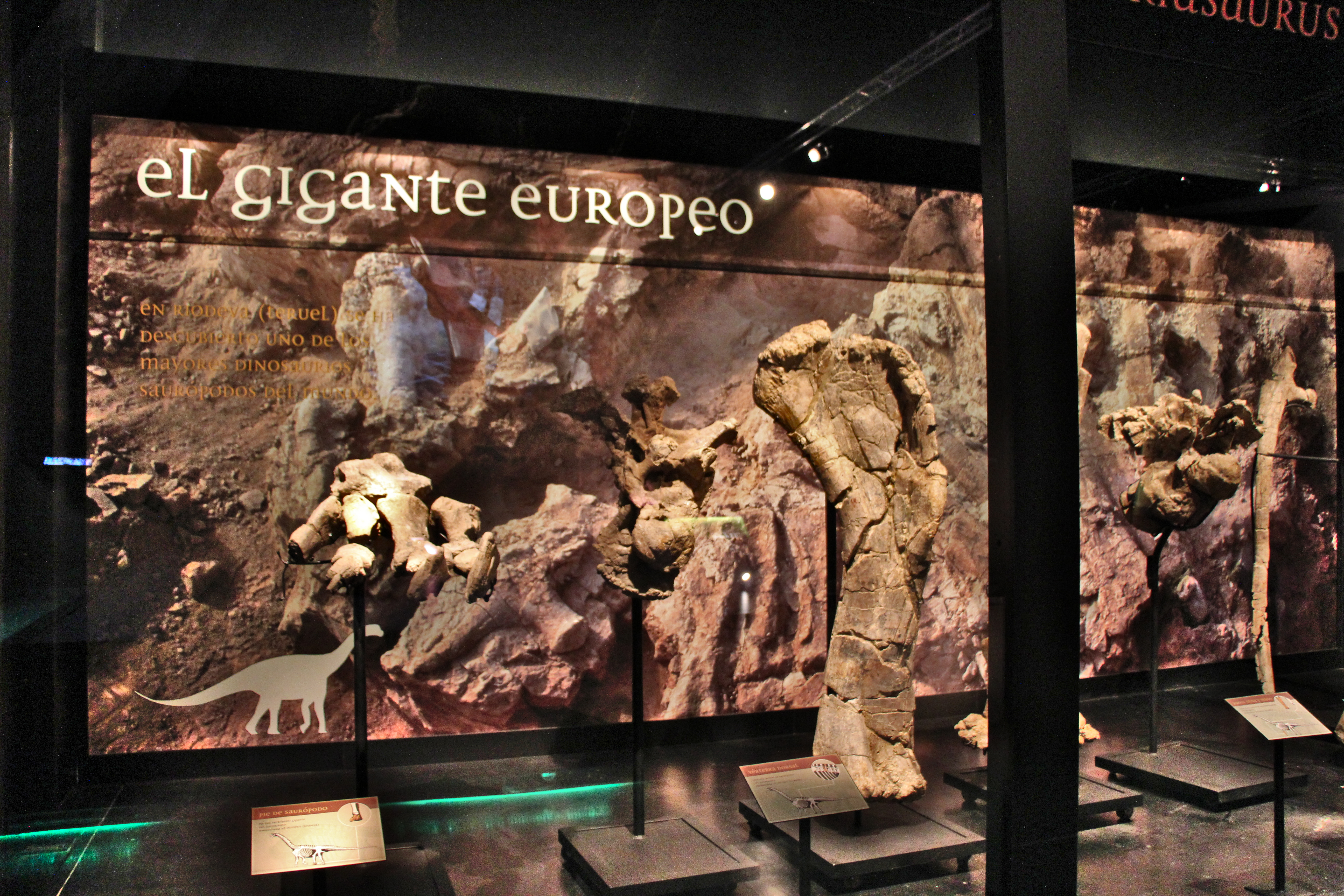
Turiasaurus riodevensis

## Le territoire Dinópolis
Sept espaces de découvertes sont répartis dans différents villages de la région, au plus près des sites paléontologiques :
- Inhóspitak, a été inauguré en 2003 à Peñarroya de Tastavins. Ce centre est consacré à Tastavinsaurus, un sauropode du crétacé inférieur[3].
- Legendark a été inauguré en 2003 à Galve. Il permet de découvrir Aragosaurus ischiaticus, un autre sauropode du crétacé inférieur.
- Region Ambarinas a été inauguré en 2004 à Rubielos de Mora. Ce centre est dédié aux vestiges d'un Konservat-Lagerstätten, un lac fossilisé d'une conservation exceptionnelle datant du Miocène.
- Mars de las matasa a été inauguré en 2006 à Castellote. Il est consacré à la paléobotanique du Crétacé.
- Mar Nummus, inauguré en 2008, à Albarracín, l'un des plus beaux village d'Espagne. Il permet de découvrir la mer du Mésozoïque.
- Titania, inauguré en 2012 à Riodeva est entièrement consacré à la découverte de Turiasaurus riodevensis, le plus grand sauropode à avoir été découvert en Europe.
- Valcaria a été inauguré en 2015 à Ariño.

Chacun de ces centres implantés souvent dans de très petits villages permettent de diffuser le tourisme au-delà de la ville principale de Teruel.

## Activités de recherche
Dinópolis dispose d'une équipe de recherche active au sein de la Fundación Conjunto Paleontológico de Teruel-Dinópolis appelée aussi Fundación Dinópolis. Une des réalisations de cette équipe a été la description de Turiasaurus riodevensis